# 피에르 코프만
피에르 코프만(프랑스어: Pierre Koffmann, 1948년 8월 21일)은 영국에서 주로 활동하는 프랑스 국적의 요리사이다. 런던의 레스토랑 라 탕트 클레르(La Tante Claire)에서 미슐랭 3스타를 받은 영국 내 소수의 요리사 중 한 명이었다. 2016년 12월까지 런던 나이츠브리지의 버클리 호텔에 있는 코프만스(Koffmann's)의 수석 요리사였다. 그에게서 사사한 요리사로, 영국의 요리사인 마르코 피에르 화이트와 고든 램지, 그리고 대한민국의 요리사인 강레오가 있다.

## 초기 생애
코프만은 1948년 8월 21일 프랑스 타르브에서 태어났다. 아버지는 알자스-독일계 혈통으로, 시트로엥의 정비사로 일했다. 학교 방학 동안 생푸이에 있는 외조부모 카미유와 마르셀을 방문했을 때 요리하는 법을 배웠다. 코프만은 1990년 저서 《가스코뉴의 추억》(Memories of Gascony)에서 이 시기를 회상했으며, 2010년 《가디언》과의 인터뷰에서도 이에 대해 이야기했다. "재료는 대부분 농장에서 나온 것이었다. 스테이크는 드물었고, 가금류를 많이 먹었다. 할머니는 요리 기구를 갖고 계셨지만, 대부분의 조리는 모닥불 위에서 이루어졌다." 1963년에 학교를 그만두고 다양한 직업에 지원했지만, 결국 다음 3년간 요리 학교에 다니기로 결정했다.

## 경력
코프만은 처음에 스트라스부르와 툴롱에서 요리사로 일했으며, 1970년 영국으로 이주하여 르 가브로슈(Le Gavroche)에서 미셸 루(Michel Roux)와 알베르 루(Albert Roux) 형제와 함께 일했다. 코프만은 원래 트위크넘 스타디움에서 열리는 잉글랜드 대 프랑스 럭비 경기를 보기 위해서만 영국에 가려고 했다. 1972년 버크셔주 브레이에 있는 루 형제의 워터사이드 인(Waterside Inn)으로 옮겨가서 새 레스토랑의 첫 번째 수석 요리사가 되었으며, 그곳에서 레스토랑 매니저였던 훗날의 아내 애니(Annie)를 만났다.
1977년 첼시의 로열 호스피털 로드에 첫 번째 레스토랑인 라 탕트 클레르를 열었다. 개점 6년 후 이 레스토랑은 미슐랭 3스타를 획득했다. 라 탕트 클레르는 1998년 런던 나이츠브리지의 버클리 호텔로 이전했으며, 이전 장소는 고든 램지의 플래그십 레스토랑이 되기 위해 매각되었다. 라 탕트 클레르에서 일하는 동안 코프만은 램지, 마르코 피에르 화이트(Marco Pierre White), 마커스 워링(Marcus Wareing), 톰 키친(Tom Kitchin) 등 여러 저명한 요리사들과 함께 일했다. 워링과는 사이가 좋지 않았는데, 워링은 사이먼 라이트(Simon Wright)의 저서 《터프 쿠키스》(Tough Cookies)에서 코프만에 대한 자신의 감정을 분명히 드러내며 이렇게 말했다. "3스타 주방이라고! 이 사람은 아무것도 알려주지 않았다. 점심 메뉴가 뭔지도 알려주지 않았고, 어디서 무엇을 구해야 하는지도 알려주지 않았다... 무엇을 해야 할지 몰랐다... 그 사람과는 맞지 않았다." 최근 워링은 코프만에 대해 더 좋게 말하며 "코프만은 완전한 순혈종이다. 스토브에서 주방을 운영했다"고 했다. 레스토랑의 시그니처 요리는 닭 무슬린, 내장, 모렐 버섯을 넣은 돼지족발이었다. 마르코 피에르 화이트는 이를 자신의 "역대 최고의 요리"라고 불렀다.
아내 애니의 사망 후 2003년 라 탕트 클레르를 폐점했다. 그 공간은 마커스 워링의 플래그십 레스토랑이 되었다. 레스토랑 일에서 잠시 쉰 후, 클러큰웰의 블리딩 하트(Bleeding Heart) 펍에서 잠깐 수석 요리사로 일했다. 2009년 런던 푸드 페스티벌의 일환으로 런던의 셀프리지스에서 10일간 팝업 레스토랑을 열었다. 원래 계획했던 새로운 요리 대신 라 탕트 클레르의 클래식 요리를 내놓기로 결정했다 - "사람들이 원하는 건 그게 아니다. 돼지족발, 푸아그라, 피스타치오 수플레를 원한다. 하지만 매일 새로운 요리를 스페셜로 만들 수도 있다." 10일은 두 달로 연장되었다. 코프만은 첫 달을 "일종의 지옥"이라고 묘사했지만, 둘째 달에는 다시 시간에 익숙해졌고 새 레스토랑 개업을 고민하기 시작했다. "새 레스토랑에 대해 생각하기 시작했다. 왜 안 되겠는가? 여전히 즐기고 있다. 요리사라면 주방이 있을 곳이다."
버클리 호텔의 코프만스는 2010년 6월 30일 고든 램지의 박스우드 카페(Boxwood Cafe) 자리에 문을 열었으며, 같은 호텔에서 2003년 라 탕트 클레르가 문을 닫은 이후 코프만의 첫 번째 본격적인 레스토랑 사업이었다. 더 이상 미슐랭 스타를 쫓지 않으며, 대신 어린 시절 기억하는 가스코뉴 스타일 음식을 요리하겠다고 말했다.
버클리의 코프만스는 2016년 12월 31일 문을 닫았다.
2021년에는 블룸버그의 전 수석 음식 평론가 리처드 바인스(Richard Vines)와 함께 레스토랑 리뷰 웹사이트 koffmannandvines.com을 런칭했다.